# Karl Mewis
Karl Mewis (ur. 22 listopada 1907 w Hann. Münden, zm. 3 stycznia 1987 w Berlinie Wschodnim) – niemiecki działacz partyjny, przewodniczący Państwowej Komisji Planowania NRD (1961–1963), ambasador NRD w Polsce (1963–1968).

## Życiorys
Z zawodu był ślusarzem zatrudnionym na kolei. W 1922 przystąpił do Socjalistycznego Związku Młodzieży Robotniczej (Sozialistische Arbeiterjugend, SAJ), następnie do Komunistycznego Związku Młodzieży Niemiec (Kommunistischer Jugendverband Deutschlands, KJVD; był m.in. jego przewodniczącym w Hesji-Waldeck), a w 1924 został członkiem KPD. W latach 1932–1934 uczęszczał do Międzynarodowej Szkoły Leninowskiej w Moskwie. Od 1935 był kandydatem, a w 1939 uzyskał członkostwo w Komitecie Centralnym KPD. Po 1936 znalazł się na emigracji, był m.in. dowódcą Brygad Międzynarodowych w Hiszpanii (1937–1938). W czasie II wojny światowej stał na czele sekcji KPD w Szwecji (był internowany w Smedsbo).
W 1945 znalazł się w Berlinie, zasiadając w Radzie Miejskiej oraz sekretariacie SED. W 1950 uzyskał po raz pierwszy mandat posła do Izby Ludowej, którym pozostał do 1963.
W latach 50. sprawował funkcję I sekretarza SED w okręgu Rostock, gdzie bezskutecznie wprowadzał kolektywizację rolnictwa (1952-1961). Z jego inicjatywy zbudowano port zamorski w Rostocku oraz ogłoszono po raz pierwszy Bałtycki Tydzień Rostocki (Rostocker Ostseewoche).
W latach 1952–1981 był członkiem Komitetu Centralnego, a od 1958 do 1963 zastępcą członka (kandydatem) Biura Politycznego KC SED. W latach 60. zasiadał w Radzie Państwa NRD (1960–1963), sprawował także funkcję przewodniczącego Państwowej Komisji Planowania NRD (1961–1963) oraz członka Prezydium Rady Ministrów. Z racji sprawowanych funkcji był „skoszarowany” w partyjno-rządowym osiedlu kierownictwa NRD - Osiedlu Leśnym pod Bernau.
W 1963 został usunięty z zajmowanych funkcji w związku z udziałem w rzekomym ruchu opozycyjnym wobec Waltera Ulbrichta i skierowany na placówkę do Warszawy, gdzie reprezentował NRD jako ambasador nadzwyczajny i pełnomocny (1963–1968). Po powrocie do kraju rozpoczął współpracę naukową z Instytutem Marksizmu-Leninizmu przy KC SED.
Zmarł w 1987. Urna z jego prochami została złożona w Miejscu Pamięci Socjalistów (Gedenkstätte der Sozialisten) na Cmentarzu Centralnym Friedrichsfelde we wschodnioberlińskiej dzielnicy Lichtenberg.
Uhonorowany licznymi odznaczeniami m.in. Orderem Karla Marksa oraz Orderem Zasługi dla Ojczyzny. Był honorowym obywatelem Rostocku, jednak po 1990 odebrano mu tę godność.